# Dzwonnica (Pasmo Łososińskie)
Dzwonnica (ok. 567 m) – góra we wschodniej części Pasma Łososińskiego w Beskidzie Wyspowym. Znajduje się na północnym grzbiecie Babiej Góry. Dzwonnica to nazwa urzędowa podana przez mapy Geoportalu jako góra, szczyt, w rzeczywistości jednak nie jest to szczyt, lecz tylko grzbiet górski oddzielający dwa bezimienne potoki będące dopływami Potoku Stańkowskiego.
Dzwonnica jest całkowicie porośnięta lasem. Znajduje się w granicach wsi Stańkowa w powiecie nowosądeckim (stoki północne) w województwie małopolskim.